# TGOJ
TGOJ (Trafikaktiebolaget Grängesberg-Oxelösunds Järnvägar) este o societate feroviară de transport călători din Europa.